# Viitasaari
Viitasaari è una città finlandese di 5951 abitanti, situata nella regione della Finlandia Centrale.